# Barbarossa (film)
Barbarossa (lansat și sub numele de Barbarossa: Siege Lord sau Sword of War) este un film italian în limba engleză din 2009, plasat în principal în nordul Italiei, la sfârșitul secolului al XII-lea. În ciuda titlului filmului, Friedrich „Barbarossa” apare doar ca personaj secundar în acest film, care se preocupă în primul rând de lupta Ligii Lombarde, care s-a zbătut să-și mențină independența față de Sfântul Imperiu Roman, Ligă condusă de legendarul războinic Alberto da Giussano.
Acest film a fost co-scris și regizat de Renzo Martinelli. A fost lansat pe DVD în Statele Unite sub titlul Sword of War și în restul lumii sub titlul Barbarossa: Siege Lord.

## Distribuție
- Rutger Hauer - Frederick Barbarossa
- Raz Degan ca Alberto - Giussano
- F. Murray Abraham - Siniscalco Barozzi
- Hristo Zhivkov - Gherardo Negro
- Antonio Cupo - Alberto dell'Orto
- Cécile Cassel - Beatrice I, Contesa de Burgundia
- Kasia Smutniak - Eleonora
- Ángela Molina - Hildegard von Bingen
- Elena Bouryka - Antonia
- Hristo Shopov - Rinaldo di Dassel
- Federica Martinelli - Tessa
- Maurizio Tabani - Giovanni da Giussano
- Riccardo Cicogna - Wibaldo
- Gian Marco Tavani - Lorenzo della Pigna
- Robert Alexander Baer - Alberto - copil
- Zoltan Butuc -  Otto da Giussano
- Karl Baker-  Reinero da Giussano
- Vlad Rădescu - Mastro Guitelmo
- Marius Chivu - Guidone[4]
- Adrian Ștefan - Ottone
- Francesca Ruiz -	Eugenie
- Alan O'Silva -	Enrico il Leone (ca Alin Olteanu)
- Ștefan Velniciuc - Evandro
- Șerban Celea - Dignitary
- Andrea Iaia - Ermanno
- Claudiu Trandafir  - Judecător

## Producție
Producția a fost filmată în locații din România, printre care Alba Iulia, București și Hunedoara .